# María del Valle Rubio
María del Valle Rubio Monge (n. Chucena, Huelva, 1939) es una poetisa y pintora española cuya obra ha recibido diversos premios y reconocimientos. Con 18 poemarios publicados,  también ha sido incluida en antologías y estudios, y traducida a varios idiomas.

## Biografía
Diplomada en Ciencias de la Educación por la Universidad de Sevilla, ha ejercido de profesora durante gran parte de su vida. Nació en un pequeño pueblo de Huelva durante la postguerra española, y fue la primera de varios hermanos de una familia campesina. Con inquietud por el conocimiento y la creación, comenzó a escribir y pintar de joven.
Ha publicado los siguientes poemarios: Adamar (Ediciones Vitruvio, fecha), Como si fuera cierto (Ediciones Vitruvio, 2016), Donadío (Ediciones En Huida, 2014) Cibernáculo (Ediciones Vitruvio, 2011), Inusitada Luz (Diputación de Huelva, 2007), Donde nace el desvelo (Diputación Provincial de León, 2002), Media Vida (Ciudad de Alcorcón, 1999). A cuerpo limpio (Jaén, 1998), Acuérdate de vivir (Sevilla, 1998), Sin Palabras (Córdoba, 1995), Para una despedida (colección Ángaro, Sevilla 1994), La hoguera infinita (Ávila, 1992), Museo Interior (Cádiz, 1990), El tiempo insobornable (Premio Bahía, Algeciras, 1989), Derrota de una reflexión (Rialp,1986), Clamor de travesía (Premio José Luis Núñez, 1986), Residencia de Olvido (Sevilla, 1986).

## Premios y reconocimientos
Ha recibido numerosos premios de poesía. En 2002 ha sido reconocida con una calle en su pueblo natal, Chucena.
- Premio Antonio González de Lama, Diputación de León, 2002, por el poemario Donde nace el desvelo.[8]
- Premio Nacional Ciudad de Alcorcón, 1999, poemario  Media Vida.
- Premio Internacional "El olivo", Jaén, 1998, poemario A cuerpo limpio.
- Premio Antonio Machado, Sevilla, 1998, poemario Acuérdate de vivir .
- Premio Rosalía de Castro,  Córdoba, 1995, poemario Sin Palabras.
- Accésit Premio Ángaro, Sevilla 1994, poemario Para una despedida.
- III Premio Nacional de Poesía San Juan de la Cruz, Ávila 1992, poemario La hoguera infinita.
- Premio Nacional Rafael Alberti, Cádiz 1990, poemario Museo Interior.
- Premio Bahía, Algeciras, 1989, poemario El tiempo insobornable.
- Premio Florentino Pérez-Embid, de la Real Academia Sevillana de Buenas Letras, Sevilla, 1986, poemario Derrota de una reflexión.
- Premio José Luis Núñez, Sevilla, 1986, poemario Clamor de travesía.
- Premio Barro, Sevilla, 1986, poemario Residencia de Olvido.

En 2002, 2008 y 2012, fue finalista del Premio de la Crítica Andaluza con las obras Donde nace el desvelo, Inusitada luz y Cibernáculo, respectivamente.